# غوران ستيفانوفيتش
غوران ستيفانوفيتش (بالصربية: Горан Стевановић)‏ هو مدرب كرة قدم ولاعب كرة قدم صربي في مركز الوسط، ولد في 27 نوفمبر 1966 في سريمسكا ميتروفيتشا في صربيا. شارك مع منتخب يوغوسلافيا لكرة القدم. أما مع النوادي، فقد لعب مع أوساسونا وفيتوريا سيتوبال ونادي أونياو دا ماديرا ونادي بارتيزان ونادي فارنزي.

## وصلات خارجية
- غوران ستيفانوفيتش على موقع قاعدة بيانات كرة القدم.إي يو (الإنجليزية)
- غوران ستيفانوفيتش على موقع ناشيونال فوتبول تيمز (الإنجليزية)